# Бенжамен, або Щоденник незайманого
«Бенжамен, або Щоденник незайманого» («Benjamin ou les Mémoires d'un puceau») — французька романтична кінокомедія 1968 року, знята режисером Мішелем Девілем.

## Сюжет
Дія фільму відбувається у середині XVIII століття. Молодий юнак Бенджамен приїжджає до замку своєї родички-графині та одразу стає бажаним любовним об'єктом для більшої частини жіночої половини замку. Але дістається він, зрештою, поки що невинній дівчині Анн, яка заводить з ним інтрижку, щоб наступний коханець, яким вона передбачає самого графа, не був у неї «першим».

## У ролях
- Мішель Морган: графиня Габріель де Валандрі
- Мішель Пікколі: граф Філіп де Сен-Жермен
- П'єр Клементі: Бенджамен
- Катрін Денев: Анн де Клесі
- Жак Дюфільйо: Камілл
- Франсін Берже: Маріон
- Анна Гаель: Селестіна
- Катрін Рувель: Віктуар
- Таня Торренс: Пані де Шартр
- Оділь Версуа: радник Лефур
- Анджело Барді: Базіль
- Саша Бріке: Селестен
- Андре Селльє: радник
- Жак Філь: Адрієн
- Сімона Бах: мадам Ла Тур
- Мадлен Дам'єн: теща
- Діан Лепвріє: Доміно
- Лін Шардонне: Жакотт
- Магалі Луї: Берта
- Сесіль Вассорт: Аліна
- Бріджит Дефранс: Паскалін
- Даніель Жирар: Лізетт
- Єва Клоке: Фаншон
- Рене Базар: М. дю Плессі
- Жан Лефевр: Азай (вирізаний під час монтажу)
- Ніна Компанез: роль другого плану
- Патрісія Луї: роль другого плану
- Марі-Клер Івон: роль другого плану

## Знімальна група
- Режисер: Мішель Девіль
- Сценаристи: Ніна Компанез, Мішель Девіль
- Оператор: Гіслен Клоке
- Композитор: Жан Вінер
- Продюсер: Маг Бодар